# Sơn Lư
Sơn Lư là thị trấn huyện lỵ của huyện Quan Sơn, tỉnh Thanh Hóa, Việt Nam.

## Địa lý
Thị trấn Sơn Lư nằm ở phía đông huyện Quan Sơn, bên sông Lò, một chi lưu của sông Mã, có vị trí địa lý:
- Phía đông giáp xã Trung Thượng
- Phía tây giáp xã Sơn Điện
- Phía nam giáp các xã Sơn Hà, Tam Lư và Tam Thanh
- Phía bắc giáp huyện Quan Hóa.

Thị trấn Sơn Lư có diện tích 54,01 km², dân số năm 2018 là 5.366 người, mật độ dân số đạt 99 người/km².
Quốc lộ 217 chạy ngang qua địa bàn thị trấn.

## Hành chính
Thị trấn Sơn Lư được chia thành 11 khu phố: 1, 2, 3, 4, 5, Bin, Bon, Hẹ, Hao, Păng, Sói.

## Lịch sử
Trước đây, Sơn Lư là một xã thuộc huyện Quan Hóa.
Ngày 29 tháng 2 năm 1988, Hội đồng Bộ trưởng ban hành Quyết định số 19-HĐBT. Theo đó, chia xã Sơn Lư thành hai xã Sơn Lư và Sơn Hà.
Sau khi điều chỉnh địa giới hành chính, xã Sơn Lư gồm các chòm bản: Bơn, Hao, Hẹ, Păng, Sỏi, Lấm và Vin.
Ngày 18 tháng 11 năm 1996, xã Sơn Lư chuyển sang trực thuộc huyện Quan Sơn mới thành lập. Huyện lỵ của huyện Quan Sơn đặt tại xã Sơn Lư.
Ngày 6 tháng 11 năm 2003, Chính phủ ban hành Nghị định 131/2003/NĐ-CP. Theo đó, thành lập thị trấn Quan Sơn, thị trấn huyện lỵ của huyện Quan Sơn trên cơ sở điều chỉnh 579,40 ha diện tích tự nhiên và 2.820 người của xã Sơn Lư.
Sau khi điều chỉnh địa giới hành chính, xã Sơn Lư còn lại 5.916,87 ha diện tích tự nhiên và 2.057 người.
Đến năm 2018, thị trấn Quan Sơn có diện tích 8,44 km², dân số là 2.768 người, mật độ dân số đạt 328 người/km². Xã Sơn Lư có diện tích 45,57 km², dân số là 2.598 người, mật độ dân số đạt 57 người/km².
Ngày 16 tháng 10 năm 2019, Ủy ban Thường vụ Quốc hội ban hành Nghị quyết số 786/NQ-UBTVQH14 về việc sắp xếp các đơn vị hành chính cấp xã thuộc tỉnh Thanh Hóa (nghị quyết có hiệu lực từ ngày 1 tháng 12 năm 2019). Theo đó, sáp nhập toàn bộ diện tích và dân số của xã Sơn Lư và thị trấn Quan Sơn để thành lập thị trấn Sơn Lư.